# Turesensgade
Turesensgade er en gade i Indre By, København, opkaldt efter Frederik Thuresen (1613-1675), der var stadshauptmand og deltog aktivt i forsvaret af København under svenskernes angreb på byen i 1658-1660. Gaden strækker sig mellem Nørre Farimagsgade og Nørre Søgade og krydser Nansensgade. Gaden blev anlagt i 1870’erne, som en del af det nye kvarter, der opstod efter nedlæggelsen af voldanlægget omkring byen.
Turesensgade er en del af Nansensgade-kvarteret, som også rummer flere andre gader, der har navne efter personer, der var involveret i forsvaret af København under den svenske belejring.